# Villaverde del Monte
Villaverde del Monte est une commune d'Espagne dans la communauté autonome de Castille-et-León, province de Burgos. Elle s'étend sur 37,31 km2 et comptait environ 156 habitants en 2011.